# Pius Czesław Bosak
Pius Czesław Bosak (ur. 21 lipca 1944) – polski duchowny katolicki.
Po maturze wstąpił do zakonu dominikanów. 13 czerwca 1970 otrzymał święcenia kapłańskie z rąk biskupa Tadeusza Ettera. Najpierw pracował jako duszpasterz akademicki przy kościele dominikanów w Poznaniu. Był twórcą pierwszego w Polsce duszpasterstwa młodzieży szkół średnich, którym kierował do 1977. W tym samym czasie studiował na Akademii Teologii Katolickiej teologię moralną i psychologię. W 1977 przeszedł do Instytutu Tomistycznego w Warszawie.
W 1978 opuścił Polskę. Przez trzy lata pracował i studiował  na uniwersytecie w Tybindze. Od 1981 do 1988 prowadził pracę duszpasterską w parafii Gärtringen (diecezja Rottenburg-Stuttgart), pracując naukowo na uniwersytecie (etyka teologiczna i nauki biblijne).
W 1988 przeniósł się do Szwajcarii, gdzie pracował wśród uchodźców polskich, równocześnie pełniąc funkcję kapelana sióstr dominikanek w Neggio (Tessyn). W latach 1991–2003 proboszcz parafii Cazis (w kantonie Gryzonia). W 2003–2013 był proboszczem parafii St. Hilarius w Näfels (kanton Glarus).
W 2000 opuścił zakon dominikanów i został inkardynowany do diecezji Chur.
Pius Czesław Bosak jest autorem kilkuset artykułów drukowanych w czasopismach wydawanych w Polsce, Niemczech, Francji i Szwajcarii jak i ponad trzydziestu pozycji książkowych w tym głównie poświęconych problematyce biblijnej. W listopadzie 2015 został laureatem nagrody Krakowska Książka Miesiąca za publikację Leksykon wszystkich postaci biblijnych.
Od 2013 roku mieszka w Polsce.

## Publikacje książkowe
- Słownik-konkordancja osób Nowego Testamentu, Poznań 1991.
- Personen im Neuen Testament. Lexikon und Konkordanz, Pessano 1993.
- Gott wird Mensch. Weihnachtslieder, Pessano 1993.
- Lexikon der Personen im Neuen Testament, Pessano 1993.
- Jezus – Maryja – Józef. Konkordancja, Pessano 1995.
- Słownik postaci Nowego Testamentu, Pessano 1995.
- Kobiety w Biblii. Słownik–konkordancja, Poznań 1995.
- Postacie Nowego Testamentu, Poznań–Pelplin 1996.
- Słownik grecko-polski do Nowego Testamentu, Pelplin 2001.
- Kata Maththaion: analiza gramatyczna, słownik grecko–polski, Pelplin 2002.
- Kata Markon: analiza gramatyczna, słownik grecko–polski, Pelplin 2002.
- Postacie Biblii. Słownik–konkordancja, t. 1-9, Pelplin 1999 (2011 drugie  wydanie, poprawione, uzupełnione), 2001, 2005, 2007, 2009, 2010, 2011, 2012, 2014).
- Leksykon wszystkich postaci biblijnych, Kraków 2015.
- Leksykon wszystkich miejsc biblijnych, Kraków 2016.
- Królowie Izraela, Pelplin 2017.
- Wszystkie miejsca biblijne. Leksykon–konkordancja, t .1-2, Kraków 2017.
- Leksykon wszystkich zwierząt biblijnych, Kraków 2018.
- Święty Paweł i jego świat, Leksykon, Kraków 2019.
- Słownik wszystkich biblijnych nazw i imion własnych, Kraków 2019.
- Jezus Chrystus i apostołowie. Leksykon, Kraków 2020.
- Leksykon wszystkich proroków Starego Testamentu, Kraków 2020.
- Encyklopedia wszystkich postaci biblijnych, t. 1–2, Kraków 2021.
- Arcykapłani Izraela, Leksykon, Kraków 2021.
- Instytucje biblijne. Leksykon, Kraków 2022.
- Postacie Biblii w Koranie, Kraków 2022.